# كيت كامبل (مغنية)
كيت كامبل (بالإنجليزية: Kate Campbell)‏ هي مغنية وكاتبة غنائية أمريكية، ولدت في 31 أكتوبر 1961.

## وصلات خارجية
- الموقع الرسمي
- كيت كامبل على موقع ميوزك برينز (الإنجليزية)
- كيت كامبل على موقع ديسكوغز (الإنجليزية)